# Don Bosco fest
Don Bosco fest je hrvatski festival duhovne glazbe. Organizira ga Povjerenstvo za pastoral mladih i zvanja Hrvatske salezijanske provincije. Festival je mladenačkog glazbenačkog stvaralaštva. Održava se u zagrebačkoj župi Marije Pomoćnice na Knežiji. Sudjeluju skupina iz raznih salezijanskih odgojno-pastoralnih zajednica u republikama Hrvatskoj te Bosni i Hercegovini. Održava se svake godine počevši od 2002. godine.  Pokrenut je u župi Marije Pomoćnice na zagrebačkoj Knežiji. Organiziralo ga je uredništvo glasila "Don Bosco danas" povodom 80. obljetnice dolaska salezijanaca u Zagreb i 30. obljetnice osnutka Hrvatske salezijanske provincije. Festival je nenatjecateljskog karaktera. Pokrenut je radi toga da postane tradicionalno okupljalište glazbenika, skladatelja i izvođača, pogotovo mladih koji će, posebno pozorni na sveca mladih don Bosca, pronositi duhovno obilježje glazbenih događanja.

## Don Bosco fest 2012.
Održan 28. siječnja 2012. godine. Program su vodili Ana Beževan, Matej Sunara i Frane Miro Dobrović. Gost festivala bio je „VIS Marija Pomoćnica“ s Knežije. Nastupili su:  Zbor mladih župe Svetog Josipa iz Rijeke, bend „Skrivena galama“ iz riječke Salezijanske klasične gimnazije, „VIS Dominiks i Tomo Marić“ iz Žepča, „Frajlice“ i „VIS Sama Filia“ iz Podsuseda, te sastavi „Put u Život“, „Ivan Pavao II.“ i „Marija Pomoćnica“ iz župe Marija Pomoćnica na Knežiji.

## Don Bosco fest 2013.
Održan 26. siječnja 2013. godine. 12. festival u središte pozornosti stavio je 100. obljetnicu dolaska salezijanaca na hrvatsko tlo. sudjelovali su sljedeći izvođači: Molitvena zajednica mladih 'Auxilium Christianorum' s pjesmom "U svojim snovima" (Župa Marije Pomoćnice, Rijeka. Glazba: Roberto Levak i David Bebić, tekst: Roberto Levak, aranžman: Grgur Sesar.), Katolički dom za studentice 'Lura' a pjesmom "Laura Vicuña" (Katolički dom sestara Kćeri Marije Pomoćnice, Jarun. Glazba: Antonella Mendiković; tekst: KDS 'Laura', aranžman: Ivan Radenko Pavuša.), VIS Marija Pomoćnica s pjesmom "Zdravo Marijo" (Župa Marije Pomoćnice, Knežija. Glazba: David Cindrić, tekst: Ana Beževan i David Cindrić, aranžman: Grgur Sesar.), Zbor mladih župe sv. Josipa s pjesmom "Čuvaj djecu svoju" (Župa sv Josipa, Rijeka. Glazba, tekst i aranžman: Josip i Silvestar Mežnarić.), Skupina „Dominiks“ a pjesmom "Izmoli nam spas" (Katolički školski centar Don Bosco', Žepče. Tekst: Tomislav Marić, glazba: Igor Marić, aranžman: Ana Ćurić, s. Blanka Jeličić i Igor Marić.),  Nikola Dragičević s pjesmom "Iz daljine" (Župa Marije Pomoćnice, Knežija. Glazba, tekst i aranžman: Nikola Dragičević.), Školski zbor 'Skrivena galama' s pjesmom "Sveti don Bosco, moli za nas" (Salezijanska klasična gimnazija, Rijeka. Tekst i glazba: Mate Mrša, aranžman: 'Skrivena galama'.), VIS Don Bosco s pjesmom "Put vječne ljubavi" (Župa Sv. Obitelji, Nova Mokošica (Dubrovnik). Tekst: Ivan Pezo, glazba: Antonijo Grdović, aranžman: Antonijo Grdović i Toni Butigan.), Dječji zbor 'Don Boscova radost' s pjesmom "Don Bosco, dobro došao" (Svetište Sveta Mati slobode, Jarun, tekst: s. Zrinka Majstorović, glazba: Silvija Božić, aranžman: Ivan Radenko Pavuša.), Djevojački sastav 'Mirabilia Dei' s pjesmom "Sveta Mati Slobode" (Svetište Sveta Mati slobode, Jarun. Tekst i glazba: s. Zrinka Majstorović, aranžman: Ivan Radenko Pavuša.), Sama Filia s pjesmom "Marijo Pomoćnice!" (Župa sv. Ivana Bosca, Podsused. Tekst: Lucija Račić, glazba: Suzana Pavić i Carolina Renić, aranžman: Tomislav Radić.), Obiteljska zajednica ŽIR s pjesmom "Ti si izvor" (Župa Marije Pomoćnice, Knežija. Tekst: Branko Lončarec, glazba i aranžman: Josip Nalis.), 'Davidias', Djeca i don Boscovi volonteri s pjesmom "Don Bosco i na zemlji i na nebu". (Svetište Sveta Mati slobode, Jarun. Tekst, glazba i aranžman: Vitomir Ivanjek – Vito.). Program su vodili Matej Sunara i Frane Dobrović. Gosti festivala VIS Božja pobjeda s Jaruna. Glavni organizatori festivala bili su don Ivan Šibalić i povjerenstvo za pastoral mladih i zvanja, a glavni pokrovitelj Hrvatska salezijanska provincija.

## Don Bosco fest 2014.
Održan 25. siječnja 2014. godine. Voditelji 13. festivala bili su Matej Sunara i Ante Radak. Molitvena zajednica "Maria Auxilium Christianorum" iz Rijeke nastupila je kao gostujuća skupina. Sudionici su bili: župa Marije Pomoćnice, Knežija, VIS Marija Pomoćnica, pjesma: "Posveta Mariji"; župa Marije Pomoćnice, Kman-Split, Vis Gloria, pjesma: "Radostan"; župa Marije Pomoćnice, Rijeka, Molitvena zajednica mladih "Auxilium Christianorum", pjesma: "Bitka na moru"; župa Marije Pomoćnice, Knežija, Grupa SOL, pjesma: "U dvorima Doma Gospodnjeg"; Salezijanska klasična gimnazija, Rijeka, Školski zbor "Skrivena galama", pjesma: "Božji anđele"; Katolički školski centar Don Bosco, Žepče, pjesma: "Marijo Pomoćnice"; župa sv. Ivana Bosca, Podsused, Sama filia, pjesma: "Tebi pružam ruku"; župa sv. Obitelji, Nova Mokošica, Dubrovnik, VIS Don Bosco, pjesma: "Don Bosco je prijatelj tvoj"; župa sv. Josipa, Rijeka, Zbor mladih župe sv. Josipa, pjesma: "Daj mi duše"; svetište Sv. Mati slobode, Jarun, Djeca i Don Boscovi volonteri – BDM, pjesma: "Molitva Don Boscu". Ravnatelj festivala je don Ivan Šibalić, nakladnik Povjerenstvo za pastoral mladih i zvanja, a glavni pokrovitelj Hrvatska salezijanska provincija.